# San José de la Haciendita
San José de la Haciendita är en ort i Mexiko.   Den ligger i kommunen Teocaltiche och delstaten Jalisco, i den centrala delen av landet, 400 km nordväst om huvudstaden Mexico City. San José de la Haciendita ligger 1 728 meter över havet och antalet invånare är 102.
Terrängen runt San José de la Haciendita är huvudsakligen en högslätt. San José de la Haciendita ligger nere i en dal. Runt San José de la Haciendita är det ganska glesbefolkat, med 39 invånare per kvadratkilometer. Närmaste större samhälle är Teocaltiche, 16,4 km sydväst om San José de la Haciendita. Omgivningarna runt San José de la Haciendita är en mosaik av jordbruksmark och naturlig växtlighet.